# Diogo Salomão
Diogo Ferreira Salomão (ur. 14 września 1988 w Amadorze) – portugalski piłkarz, który występuje na pozycji skrzydłowego bądź skrajnego napastnika.

## Kariera klubowa
Jest wychowankiem Estreli Amadory. Następnie trafił do klubu Casa Pia AC, gdzie w 14 meczach strzelił 6 bramek. Jego następnym klubem został Real Massamá, gdzie w 26 spotkaniach strzelił 4 bramki. Talent zawodnika dostrzegli dopiero w 2010 roku działacze Sportingu, kiedy to Diogo podpisał kontrakt z klubem obowiązującym do 30.06.2014 roku. W styczniu 2011 roku podpisał nowy kontrakt ze swoim obecnym klubem, gdzie w umowie znalazła się klauzula pozwalająca odejść zawodnikowi za 25 mln euro. W Sportingu rozegrał 12 spotkań ligowych, w których 2 razy pokonywał bramkarza rywali.

## Reprezentacja
Rozegrał 1 mecz dla reprezentacji Portugalii do lat 21.